# Parina
Il torrente Parina è un corso d'acqua della provincia di Bergamo. Nasce tra il Pizzo Arera e la Cima Valmora, nelle Alpi Orobie e confluisce dopo 16 km da sinistra nel Brembo all'altezza di Camerata Cornello, in Val Brembana. Percorre la Val Parina ed è compreso nel territorio comunale di Oltre il Colle, Serina, Dossena e Lenna. Per gran parte del suo corso il torrente scorre in un orrido.